# Янг, Бригам
Бри́гам Янг (Брайям Юнг; англ. Brigham Young; 1 июня 1801[…], Уиттингем, Вермонт — 29 августа 1877[…], Солт-Лейк-Сити) — американский проповедник, второй президент Церкви Иисуса Христа Святых последних дней (1844—1877), организатор переселения мормонов в район Большого Солёного озера и строительства Солт-Лейк-Сити.

## Детство и юность
Бригам Янг был девятым из одиннадцати детей Джона и Эбигейл Хау Янгов. Детство Бригама Янга прошло в центральной части штата Нью-Йорк среди густых лесов. Родители были бедны.

У нас никогда не было возможности получить формальное образование в юности, но зато возможностей собирать хворост, рубить деревья, перекатывать брёвна и орудовать среди корней, украшая свои голени, ступни и пальцы ног синяками, было хоть отбавляй.— 
В 1815 году, когда Бригаму Янгу было 14 лет, его мать умерла. К 16 годам Бригам Янг стал начинающим плотником, столяром, маляром и стекольщиком.

## Жизнь в церкви мормонов
Янг прочёл Книгу Мормона, увлёкся идеями мормонов и в 1832 присоединился к ним, занявшись миссионерской деятельностью. В 1833 году, после смерти жены, присоединился к единоверцам в г. Киртланд, штат Огайо.
Янг был ревностно предан своей новой вере. В феврале 1835 года он стал одним из первых членов Кворума Двенадцати Апостолов. Во время конфликтов между мормонами и населением штата Миссури в 1830-х годах он лишился всего имущества и пережил много невзгод. В 1840 году он отправился в миссионерское путешествие в Англию. Многие новообращённые впоследствии переехали в США и присоединились к существующим мормонским общинам.
В 1844 году, после убийства Джозефа Смита, несмотря на стремление других видных мормонов (напр., Сиднея Ригдона) возглавить церковь, Янг сумел убедить общину, что власть должна перейти к апостолам.
В 1846—1847 годах Янг, ставший новым президентом церкви, вывел своих последователей в штат Юта (в то время территория Мексики), где под его руководством был основан город Солт-Лейк-Сити. Группы переселенцев были также направлены в штаты Айдахо, Невада, Калифорния и Аризона, где мормоны создали около 350 общин и посёлков. Сумел привлечь в Юту около 50 тыс. переселенцев со Среднего Запада и эмигрантов из Европы.
В 1849 году Янг возглавил непризнанный штат Дезерет. В 1851—1858 годах Янг занимал должность губернатора территории Юта, управляя как церковными, так и светскими делами. Стремление мормонов к независимости и постоянное игнорирование требований федеральных чиновников привело к конфликту с правительством США. Президент Бьюкенен решил назначить на пост губернатора территории человека, не принадлежащего к церкви СПД. Противостояние с федеральными властями в Юте привело к т. н. Войне в Юте (1857—1858) — в Юту была направлена регулярная армия. Сначала Янг планировал сжечь Солт-Лейк-Сити и бежать с последователями в Мексику, но в последний момент передумал и согласился оставить пост губернатора. Впоследствии он получил прощение президента.
Одним из самых жестоких эпизодов Ютской войны была резня в Маунтин-Мидоуз — в 1857 году в округе Вашингтон были безжалостно перебиты 120 мирных переселенцев, следовавших из Арканзаса в Калифорнию, включая женщин и детей. За это преступление был осужден один из соратников Янга, Джон Д. Ли.
Янг до конца жизни оставался главой Церкви Иисуса Христа Святых последних дней и духовным лидером мормонов.

## Многожёнство
Бригам Янг был женат на 55 женщинах и имел 57 детей от этих женщин. Для того, чтобы разместить столь большую семью, Янг построил усадьбу «Лайон-Хаус», где у каждой женщины были отдельные апартаменты.

## Бригам Янг в литературе
В повести «Этюд в багровых тонах» Артур Конан Дойль описывает Бригама Янга как властного и жестокого, но умелого руководителя, державшего в страхе всю общину.
В романе «Налегке» Марка Твена, посетившего мормонскую общину в Солт-Лейк-Сити, Бригам Янг — фактический руководитель территории Юта в отличие от номинальных федеральных властей.
Мормоны описываются не в одном романе Майн Рида, в частности, сам Бригам Янг и его община являются «не самыми положительными» героями романа 
«Отважная охотница». В крайне отрицательном свете описываются как Бригам Янг, так и остальные старейшины общины. Подробно описывается структура общины, в частности, карательные отряды мормонов - ангелы смерти или, как они сами их называли, «даниты». Апостолов капитан Рид описывает, как невежественных, хитрых и жестоких фанатиков, а старейшинам дает определение лицемерных самозванцев. Также не завидует он участи жен «Святых последнего дня», которые обречены на тяжелый рабский труд.
Также Бригам Янг является второстепенным героем в книге-реконструкции «19-я жена» Дэвида Эберсхофа.

## Бригам Янг в кино
- В телесериале о строительстве первой трансконтинентальной железной дороги «Ад на колёсах» роль Бригама Янга исполнил американский актёр Грегг Генри.
- В одном из эпизодов телесериала «Дни в Долине Смерти» роль Бригама Янга исполнил Байрон Морроу[англ.].
- В мини-сериале «Под знаменем небес» второстепенную роль Бригама Янга исполнил американский актёр Скотт Майкл Кэмпбелл[англ.].
- В мини-сериале 2025 года «Первозданная Америка» роль Бригама Янга сыграл актёр канадского происхождения Ким Коутс.